# Tatjana Fjodorowna Schtschapowa
Tatjana Fjodorowna Schtschapowa, geboren Tatjana Menkel, (russisch Татьяна Фёдоровна Щапова (Менкель); * 1902  in Moskau; † 27. September 1954) war eine sowjetische Phykologin und Hochschullehrerin.

## Leben
Schtschapowa wuchs vaterlos auf. Ihre Mutter sorgte für eine gute Ausbildung der Kinder. Die schöne Tatjana kannte europäische Sprachen, zeichnete gut und war sehr musikalisch.
Nach dem Mittelschulabschluss 1919 studierte Schtschapowa an der 1. Moskauer Universität (MGU) in der Naturwissenschaft-Abteilung der Physikalisch-Mathematischen Fakultät mit Abschluss 1924 in der Fachrichtung Pflanzenphysiologie. Als Praktikantin in der Biologischen Station Kossino am Rande Moskaus untersuchte sie die Konjugation bei den Zieralgen. Ihre Arbeit stand in engem Kontakt mit dem Schwimmenden Forschungsinstitut der MGU in Archangelsk. Die Tuberkulose-Erkrankung unterbrach ihre Arbeit. 1925 kehrte sie nach Kossino zurück und führte Untersuchungen der submersen Makrophyten in den Kossino-Seen durch, um die Verteilung der Makrophyten quantitativ festzustellen.
Nach dem Abschluss der Arbeiten in Kossino wurde Schtschapowa 1928 wissenschaftliche Mitarbeiterin der Torf-Station in Redkino und untersuchte Laubmoose.
Als 1931 das aus dem Schwimmenden Forschungsinstitut der MGU entstandene Staatliche Ozeanographie-Institut (GOIN) eine Expedition zur Untersuchung der Iod enthaltenden gewerblich nutzbaren Braunalgen-Laminaria in der Barentssee und im Weißen Meer organisierte, wurde auch Schtschapowa zur Teilnahme eingeladen. Die Expeditionsbasis war Poljarny. Da bisher quantitative Untersuchungen der Algenbestände in den Meeren der UdSSR noch nicht durchgeführt worden waren, musste zunächst die Methodik der Arbeiten bei Ebbe und Flut und den verschiedenen Jahres- und Tageszeiten entwickelt werden. Trotz ihrer Gesundheitsprobleme beteiligte sich Schtschapowa an den Arbeiten auf See. Am Ende der Expedition wurde im GOIN mit Schtschapowa und der Assistentin Marija Sergejewna Kirejewa die Abteilung für Bodenalgen unter der Leitung Konstantin Meiers eingerichtet. Die Ergebnisse ihrer Arbeit benutzte Schtschapowa für ihre Dissertation über die Bodenvegetation der sowjetischen Nordmeere, die sie 1935 mit Erfolg für die Promotion zur Kandidatin der biologischen Wissenschaften verteidigte.
Nachdem 1933 das GOIN mit dem Allrussischen Forschungsinstitut für Meeresfischereiwirtschaft vereinigt worden war, führte Schtschapowa ab 1934 komplexe Untersuchungen im Kaspischem Meer, im Asowschen Meer und auch im Faulen Meer durch. Das Hauptziel war die Ermittlung der Seegräser-Bestände im Hinblick auf den Bedarf an Polster- und Verpackungsmaterial in der Möbel- und Luftfahrtindustrie. Ein Untersuchungsschwerpunkt war die Krasnowodsk-Bucht.
Ab 1940 lehrte Schtschapowa am Lehrstuhl für Hydrobiologie der Moskauer Technischen Hochschule für Fischereiwirtschaft, wobei Algen ein Schwerpunkt wurden. Auch hielt sie an der MGU Vorlesungen über Meeresalgen und Meeresphytogeographie. Nach Beginn des Deutsch-Sowjetischen Kriegs wurde sie mit der Familie nach Taschkent evakuiert, wo sie im Laboratorium der Luftfahrtindustrie arbeitete. Nach der Rückkehr 1943 nach Moskau arbeitete sie im Laboratorium für Hydrobiologie des Allrussischen Forschungsinstituts für Ozeanographie und Fischereiwirtschaft.
Schtschapowa wurde 1944 Doktor-Aspirantin am Institut für Ozeanologie der Akademie der Wissenschaften der UdSSR (AN-SSSR, seit 1991 Russische Akademie der Wissenschaften  (RAN)). Ihre Doktor-Dissertation über die geographische Verteilung und Wege der Ansiedlung der Laminariales, Fucales und Desmarestiales im nördlichen Pazifik verteidigte sie 1948 mit Erfolg für die Promotion zur Doktorin der biologischen Wissenschaften. Darauf wurde sie Mitarbeiterin des Instituts für Ozeanologie. Zur Klärung noch offener Fragen brach sie sogleich als Leiterin zu einer Fernost-Küstenexpedition auf. Von 1949 bis 1952 untersuchte sie auf der Schwarzmeer-Station des Instituts die Biologie, Ökologie und Bestände der dortigen Algen Cystoseira und Phyllophora. Daneben setzte sie ihre Fernost-Arbeit insbesondere auf der Putjatin-Insel in der Peter-der-Große-Bucht fort. 1954 wurde die Fernost-Küstenexpedition unter Schtschapowas Leitung nun an der Westküste Sachalins wieder aktiviert. Bei der Rückkehr nach Moskau kam sie am 27. September 1954 bei einem Flugzeugabsturz ums Leben.